# Religieuze filosofie
De term religieuze filosofie duidt alle filosofieën aan die afgeleid zijn uit een concrete religie. Hierbij kan het bijvoorbeeld gaan over de specifieke filosofie van het christendom, islam, jodendom, hindoeïsme, boeddhisme, enz. In dit rijtje kan ook het humanisme opgenomen worden, al kan dan beter van filosofie van een levensbeschouwing gesproken worden in plaats van over filosofie van een godsdienst; hetzelfde geldt uiteraard ook voor het boeddhisme, dat in letterlijke zin opgevat niet als godsdienst geclassificeerd kan worden, aangezien het zuivere boeddhisme non-theïstisch is.
Religieuze filosofen hielden zich vaak bezig met apologetiek.
Deze term moet niet verward worden met het filosofische vakgebied van de godsdienstfilosofie, dat reflecteert op religieuze verschijnselen in het algemeen en zich niet ten doel stelt de godsdiensten te onderbouwen en te ondersteunen, maar om de fundamenten van de diverse godsdiensten rationeel te analyseren en een begrip te vormen van de essentie van het concept 'religie'.

## Filosofie van de religie als tak van de filosofie
Hoewel Griekse en middeleeuwse filosofen heel wat te zeggen hadden over filosofisch-theologische kwesties, hebben ze nooit overwogen om er een aparte filosofische studie van te maken. Voor Aristoteles en voor Thomas van Aquino waren de belangrijkste takken van de filosofie logica, metafysica, natuurfilosofie, filosofie van de geest en ethiek. Religieuze kwesties konden hierin voorkomen, maar zij werden niet afgescheiden in een aparte discipline. De filosofie van de religie is grotendeels een uitvinding van de achttiende eeuw, toen filosofen als Hume, Kant, Lessing en Schleiermacher religie begonnen te beschouwen als een fenomeen dat op zichzelf kon worden onderzocht op een kritische en systematische manier. Godsdienst werd toen met andere woorden voor de eerste keer als te onderzoeken 'probleem' gesteld. Vanaf toen werd filosofie van de religie gezien als een aparte tak van de filosofie, net als de filosofie van de kunst, de filosofie van de moraal en de filosofie van de kennis.

## Filosofie en religie
In alle grote intellectuele tradities is de relatie tussen religieus denken (en vooral theologie) en filosofie vaak zeer hecht geweest. De Indiase filosofie ontwikkelde zich vanuit heilige teksten, de Veda.
Chinese filosofische tradities - aanvankelijk absoluut niet religieus - ontwikkelde zich tot religie.
Binnen de westerse filosofie was er eerst een krachtige behoefte zich van religieuze vertellingen over de wereld te verwijderen naar transparante uitleg, maar in latere ontwikkelingen (en dan vooral de middeleeuwen) zien we beide denkrichtingen weer naderen.

## Filosofie van de religie
Hoewel de verschillen tussen filosofie en religie op de meeste terreinen duidelijk zijn, lijken de grenzen vager wanneer het gaat om de filosofie van de religie.
In hoeverre verschilt ze niet alleen van de theologie, maar ook van de sociologie, psychologie en de geschiedenis van de religie?
De verschillen met die laatste drie zijn in feite vrij gemakkelijk vast te stellen: filosofie verschilt hiervan omdat ze zich bezighoudt met de waarheid van religie.
Bij de theologie is het wat lastiger, deels omdat de term 'theologie' op verschillende manieren gebruikt kan worden, waarbij er drie toonaangevend zijn.

### Vormen van theologie
- Geopenbaarde theologie houdt zich bezig met religieuze overtuigingen en leerstukken, verkregen via openbaringen (persoonlijke of geschreven), niet alleen via rede.
- Natuurlijke theologie houdt zich bezig met religieuze overtuigingen en leerstukken die rationeel zijn verkregen.
- Speculatieve theologie wordt het meeste beïnvloed door filosofie en metafysica, en kan omschreven worden als 'filosofie van de religie door gelovigen'.

## Filosofie versus theologie
De definitie van speculatieve theologie is de sleutel tot alle richtingen: theologie is de studie van de religie, bedreven door gelovigen (!).
De filosofie is bereid (of zou dat toch moeten zijn) om alles in twijfel te trekken, terwijl de gelovige uitgaat van een paar zekerheden die boven alle twijfel verheven zijn.
Dit betekent echter niet dat de theoloog problemen die vanuit zijn geloof optreden negeert of vermijdt. Hij zal ermee worstelen en de strijd aangaan met vele kwesties die de 'gewone' gelovige als absoluut ziet (zoals het gebeuren van wonderen, de kracht van het gebed en zelfs de aard van God).
De religieuze overtuiging van theologen verwijdert zich zelfs op ieder gebied steeds verder van wat de 'gewone' gelovige aanneemt.

## Casus: Filosofie van het christendom

### Christelijke filosofie
Christelijke filosofie is een vorm van religieuze filosofie. Hiervan zijn de scholastiek, met als boegbeeld Thomas van Aquino, maar ook de fenomenologie van Pierre Teilhard de Chardin en de Reformatorische wijsbegeerte voorbeelden. Deze filosofieën opereren binnen het christendom zonder de basisvragen aan de godsdienst zelf te stellen en zijn dus niet godsdienstfilosofisch.